# Honoo no Tenkousei
Honoo no Tenkousei (яп. 炎の転校生 хоно: но тэнко:сэй, «Пылкий переведенный ученик») — манга авторства Кадзухико Симамото. Выпускалась компанией Shogakukan в журнале манги Weekly Shōnen Sunday периодом с 1983 по 1985 годы. Также в 1991 году по мотивам манги компанией Gainax была снята двухсерийная OVA. Honoo no Tenkousei является пародией на аниме 1970-х годов, например такую как Tomorrow's Joe. Она выполнена в резком стиле: в прорисовке можно наблюдать толстые черные линии, «грязно» выглядящие углы, и характерный ретро-дизайн в стиле Симамото. 

## Сюжет
Главный герой Нобору Такидзава переводится в новую школу Дзякунику Гакуэн (яп. 弱肉学園, «Школа закона джунглей»), в которой любые споры решаются путём борьбы или спортивных состязаний. Он приходит на час позже, как его попросил о том директор, и сталкивается с дежурным школы Коити Дзёноути, который решает наказать ученика за опоздание. От этого Такидзаву спасает его новая одноклассница Юкари. Знакомство с классом он начинает с «состязания» против Сабуро Ибуки за право сидеть на задней парте. После занятий происходит борьба между дежурным школы Коити Дзёноути и Сабуро Ибуки за право быть парнем Юкари. Такидзава влюбляется в Юкари. Он решает вмешаться в борьбу, которую всё же выигрывает Ибуки, победив сначала Дзёноути, а потом и Такидзаву. Проиграв бой, Такидзава разрабатывает свой собственный смертельный удар, и в конце концов побеждает.

## Сейю
- Тосихико Сэки: Нобору Такидзава
- Норико Хидака: Юкари Такамура
- Тэссё Гэнда: Сабуро Ибуки

## Выпуск
OVA по манге была выпущена только на лазерных дисках, в то время как обычно OVA выпускали и на VHS, и на лазерных дисках.
В 2017 году Netflix делает свою адаптацию, главные роли в которой исполняют участники японской бой-бенд Johnny's West.